# 第75届奥斯卡金像奖
第75届奥斯卡颁奖典礼是美国电影艺术与科学学院旨在奖励2002年最优秀电影的一场晚会，于太平洋时区2003年3月23日下午17点30分（北美东部时区晚上20点30分）在美国加利福尼亚州洛杉矶好莱坞的杜比剧院举行，共计颁发了24座奥斯卡金像奖（也称学院奖）。晚会通过美国广播公司在美国直播，由吉尔·凯茨担任制作人，路易斯··霍维茨执导。男演员史提夫·马丁继2001年举办的第73届奥斯卡颁奖典礼以来再度担任主持人。三个星期前的3月1日，女演员凯特·哈德森在比佛利山的比佛利山威尔希尔酒店主持颁发了奥斯卡科技成果奖。
《芝加哥》赢得了包括最佳影片在内的6项大奖，是这个夜晚的最大赢家。其它获奖电影包括胜出三项的《钢琴家》，获奖两项的《揮灑烈愛》和《指环王：双塔奇兵》，以及胜出一项的《改编剧本》、《科伦拜校园事件》（Bowling for Columbine）、《祖布祖布斯！》、《8英里》、《时时刻刻》、《何处是我家》、《毁灭之路》、《千与千寻》、《对她说》、《迷人的男子》（Der Er En Yndig Mand）和《双雄》（Twin Towers）。晚会的电视直播平均吸引了约3300万美国观众收看，是奥斯卡颁奖晚会收视成绩最差的一次。

## 获奖和提名
第75届奥斯卡金像奖提名名单于2003年2月11日由学院主席弗兰克·皮尔森和女演员玛丽莎·托梅一起在比佛利山的塞缪尔·戈尔德温剧院公布。《芝加哥》以多达13项提名领跑，是历史上第8部获得这么多项奥斯卡金像奖提名的电影，《纽约黑帮》以10项紧随其后。
获奖者在2003年3月23日举行的颁奖典礼上宣布。《芝加哥》成为继1968年的《雾都孤儿》以来首部拿下最佳影片奖的歌舞片。29岁的阿德里安·布罗迪刷新了获男主角奖时最年轻演员的纪录。梅丽尔·斯特里普以13项提名成为获奥斯卡金像奖提名数量最多的演员。同时获男主角奖提名的杰克·尼科尔森又刷新了自己创下的男演员提名数量纪录，达到12次。朱丽安·摩尔成为第9位在同一年中获得两个表演类奖项提名的演员。《8英里》插曲成为第一首拿下原创歌曲奖的饶舌歌曲。

### 奖项

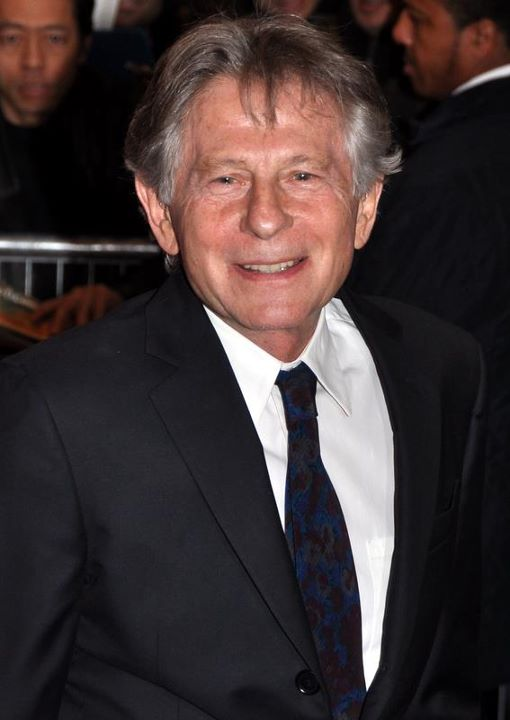
罗曼·波兰斯基因《钢琴家》获导演奖。

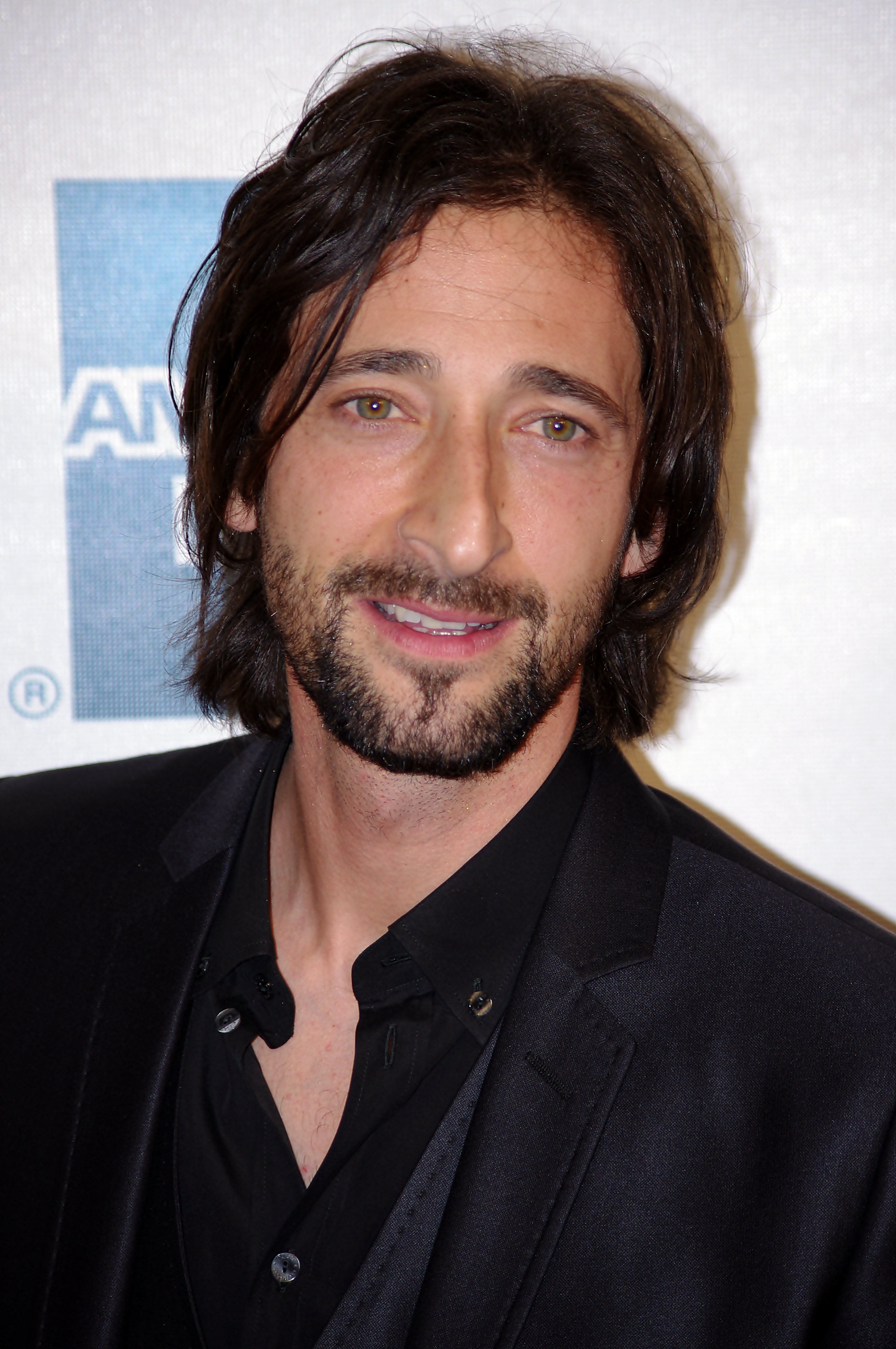
阿德里安·布罗迪因《钢琴家》获男主角奖。

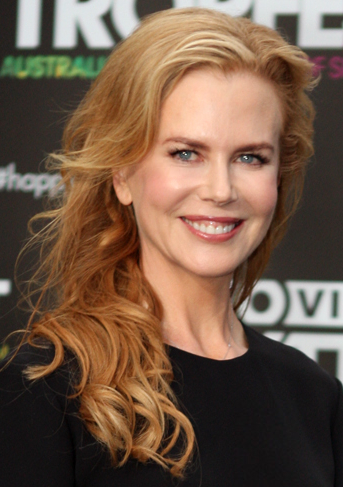
妮可·基德曼因《时时刻刻》获女主角奖。

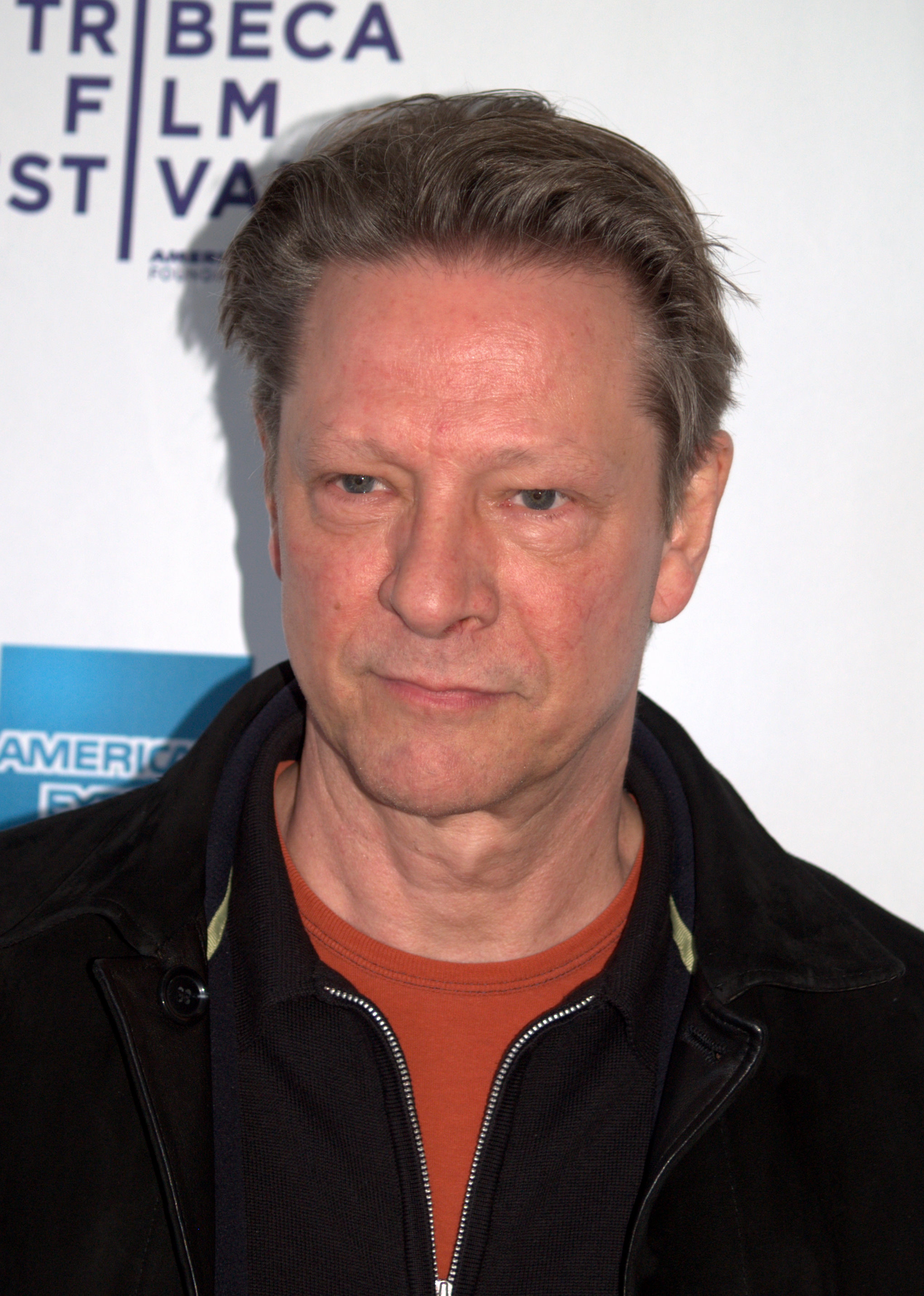
克里斯·库柏因《改编剧本》获男配角奖。

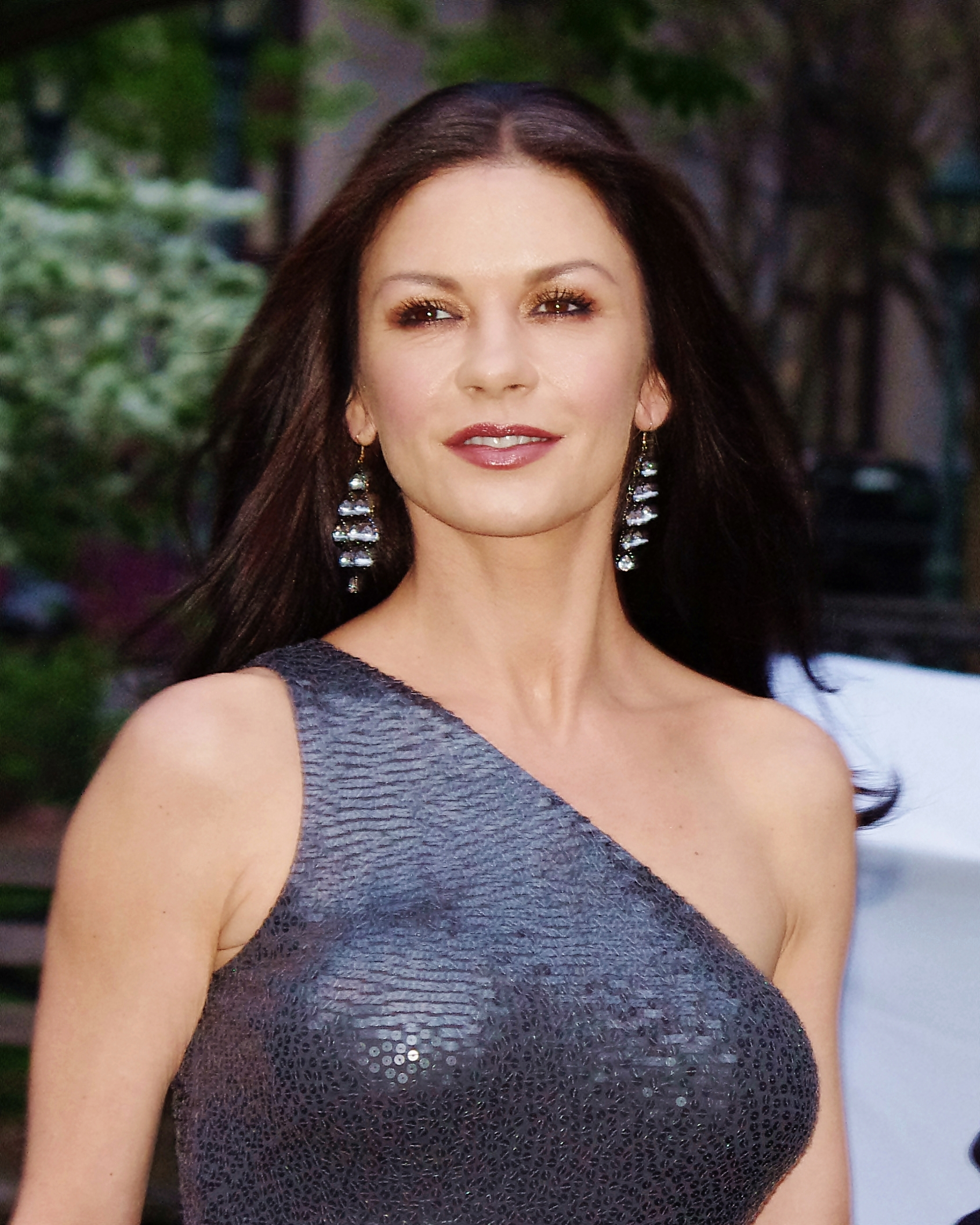
凯瑟琳·泽塔-琼斯因《芝加哥》获女配角奖。

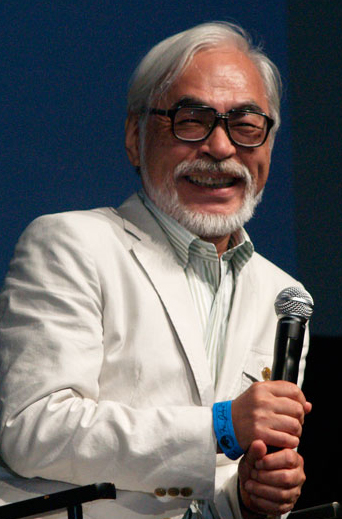
宫崎骏因《千与千寻》获动画长片奖。

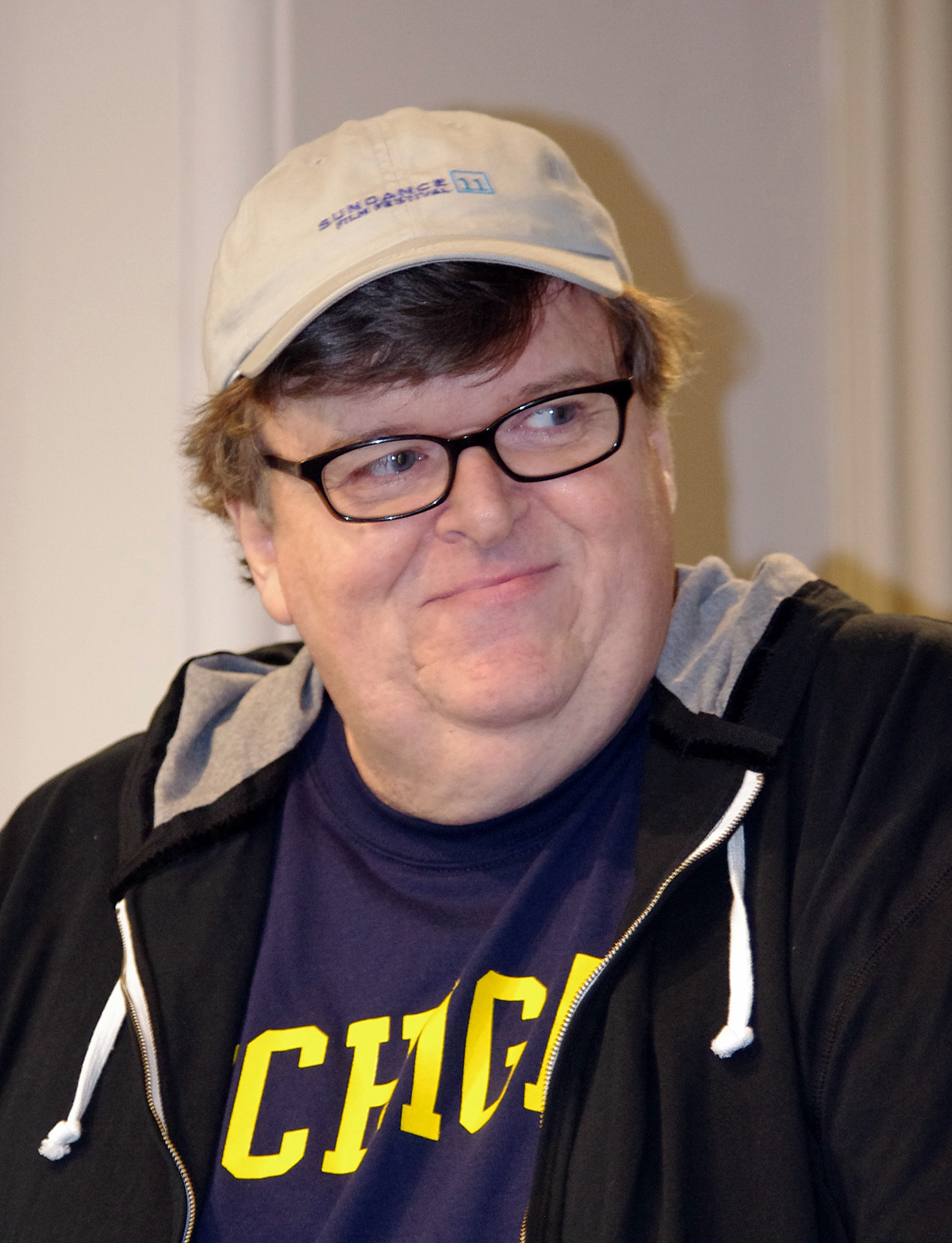
迈克尔·摩尔因《科伦拜校园事件》获纪录片奖。

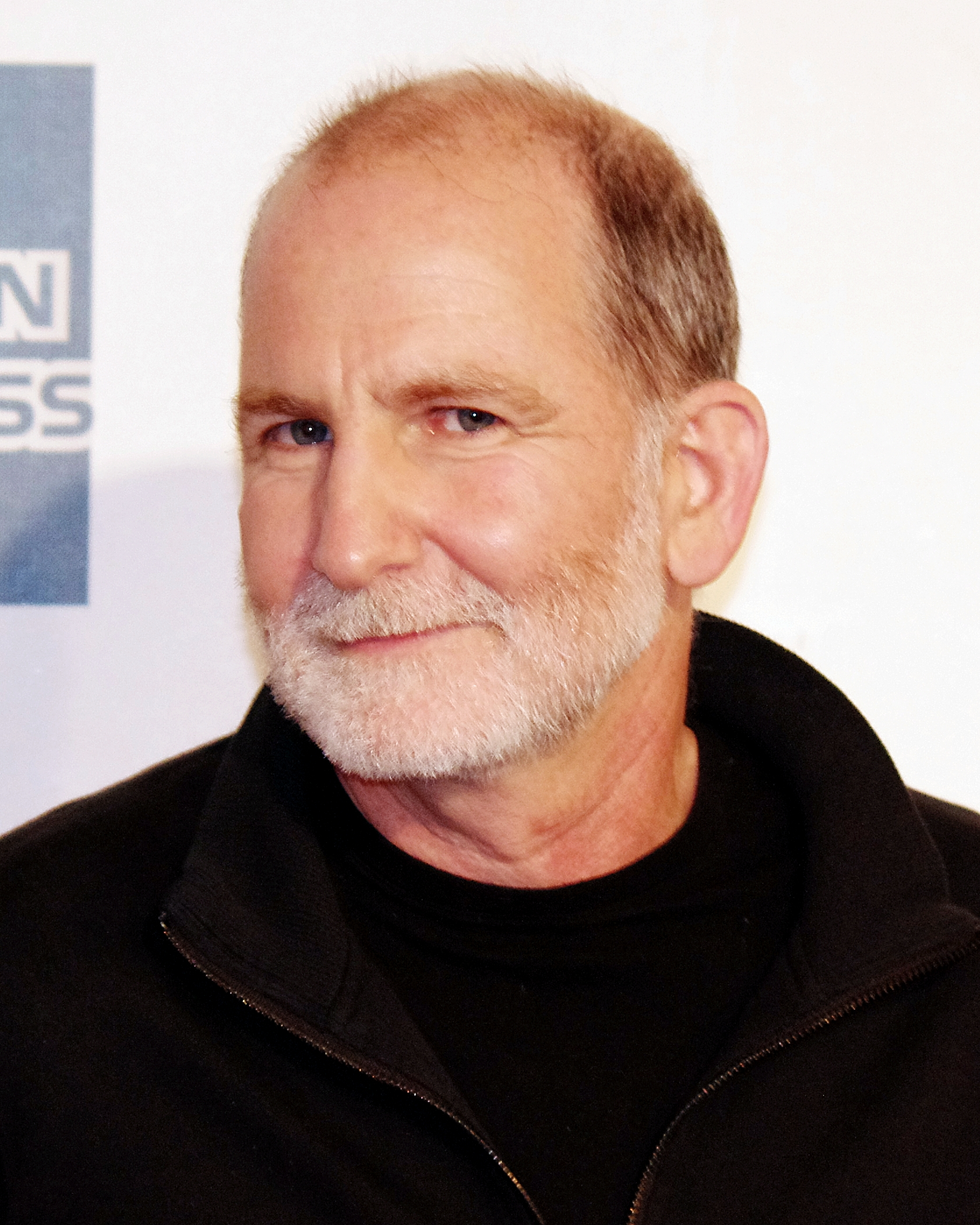
比尔·古登泰格因《双雄》获纪录短片奖。

获奖作品列在最上方一行，并且右侧会附上‡符号：
| 最佳影片 | 导演 |
| --- | --- |
| - 《芝加哥》——马丁·理查兹（Martin Richards）‡ - 《纽约黑帮》——埃尔博托·格里莫迪（Alberto Grimaldi）、哈维·温斯坦 - 《时时刻刻》——罗伯特·福克斯（Robert Fox）、斯科特·鲁丁 - 《指环王：双塔奇兵》——彼得·杰克逊、巴里·M·奥斯本（Barrie M. Osborne）、法蘭·華許 - 《钢琴家》——罗曼·波兰斯基、阿兰·萨德（Alain Sarde）、罗伯特·本穆沙（Robert Benmussa） | - 罗曼·波兰斯基——《钢琴家》‡ - 佩德罗·阿尔莫多瓦尔——《对她说》 - 斯蒂芬·达尔德里——《时时刻刻》 - 罗伯·马歇尔——《芝加哥》 - 马丁·斯科塞斯——《纽约黑帮》 |
| 男主角 | 女主角 |
| - 阿德里安·布罗迪——《钢琴家》‡ - 尼古拉斯·凯奇——《改编剧本》 - 迈克尔·凯恩——《沉静的美国人》 - 丹尼尔·戴-刘易斯——《纽约黑帮》 - 杰克·尼科尔森——《关于施密特》 | - 妮可·基德曼——《时时刻刻》‡ - 萨尔玛·海耶克——《揮灑烈愛》 - 戴安·琳恩——《不忠》 - 茱莉安·摩尔——《远离天堂》 - 蕾妮·齐薇格——《芝加哥》 |
| 男配角 | 女配角 |
| - 克里斯·库柏——《改编剧本》‡ - 艾德·哈里斯——《时时刻刻》 - 保罗·纽曼——《毁灭之路》 - 约翰·C·赖利——《芝加哥》 - 克里斯托弗·沃肯——《猫鼠游戏》 | - 凯瑟琳·泽塔-琼斯——《芝加哥》‡ - 凯西·贝兹——《关于施密特》 - 奎恩·拉提法——《芝加哥》 - 朱丽安·摩尔——《时时刻刻》 - 梅丽尔·斯特里普——《改编剧本》 |
| 原著剧本 | 原著改编 |
| - 《对她说》——佩德罗·阿尔莫多瓦尔‡ - 《远离天堂》——陶德·海恩斯 - 《纽约黑帮》——杰伊·考克斯（Jay Cocks）、斯蒂文·泽里安（Steven Zaillian）和肯尼斯·洛勒根 - 《我盛大的希腊婚礼》——妮雅·瓦達蘿絲 - 《你妈妈也一样》——卡洛斯·卡隆和阿方索·卡隆 | - 《钢琴家》——罗纳德·哈伍德改编自瓦迪斯瓦夫·斯皮尔曼的同名回忆录‡ - 《关于一个男孩》——皮特·海格斯（Peter Hedges）、克里斯·魏兹和保罗·韦兹改编自尼克·宏比的同名小说 - 《改编剧本》——查理·卡夫曼和唐纳德·卡夫曼改编自苏珊·奥尔琳（Susan Orlean）的著作《兰花窃贼》（The Orchid Thief） - 《芝加哥》——比爾·坎登改编自鲍勃·福斯和弗雷德·艾布（Fred Ebb）的同名音乐剧 - 《时时刻刻》——戴维·黑尔（David Hare）改编自麦可·康宁汉的同名小说 |
| 动画长片 | 外语片 |
| - 《千与千寻》——宫崎骏‡ - 《冰河世纪》——克里斯·韦奇 - 《星际宝贝》——克里斯·桑德斯 - 《小马王》——杰弗瑞·卡森伯格 - 《星银岛》——罗恩·克莱蒙兹（Ron Clements） | - 《何处是我家》（德国，德语）——卡洛琳·林克‡ - 《神父禁戀》（El crimen del padre Amaro，墨西哥，西班牙语）——卡洛斯·卡雷拉（Carlos Carrera） - 《英雄》（中国，普通话）——张艺谋 - 《没有过去的男人》（Mies vailla menneisyyttä，芬兰，芬兰语）——阿基·郭利斯马基 - 《男大当嫁》（Zus & Zo，荷兰，荷兰语）——保·范·德·奥斯特（Paula van der Oest） |
| 纪录片 | 纪录短片 |
| - 《科伦拜校园事件》——迈克尔·摩尔和迈克尔·多诺万（Michael Donovan）‡ - 《美国女儿越南妈妈》（Daughter from Danang）——盖尔·多尔金（Gail Dolgin）和维森特·佛朗哥（Vicente Franco） - 《天堂之囚》（Prisoner of Paradise）——马尔科姆·克拉克（Malcolm Clarke）和斯图尔特·森德（Stuart Sender） - 《拼字比赛》（Spellbound）——杰弗里·布里兹（Jeffrey Blitz）和肖恩·韦尔奇（Sean Welch） - 《迁徙的鸟》——雅克·贝汉 | - 《双雄》——比尔·古登泰格（Bill Guttentag）和罗伯特·大卫·波特（Robert David Port）‡ - 《贝德福街上的收藏家》（The Collector of Bedford Street）——爱丽丝·埃利奥特（Alice Elliott） - 《罗莎·帕克斯的时代影响》（Mighty Times: The Legacy of Rosa Parks）——罗伯特·哈德森（Robert Hudson）和罗伯特·休斯顿（Bobby Houston） - 《再做一个家人》（Why Can't We Be a Family Again?）——罗杰·韦斯伯格（Roger Weisberg）和默里·诺塞尔（Murray Nossel） |
| 實景短片 | 动画短片 |
| - 《迷人的男子》——马丁·斯詹奇·汉森（Martin Strange-Hansen）和米·安德里森（Mie Andreasen）‡ - 《交通阻塞》（Fait D’Hiver）——德克·贝利恩（Dirk Beliën）和安雅·德尔门斯（Anja Daelemans） - 《我会等待着下一个》（J'attendrai le suivant...）——菲利佩·奥伦蒂（Philippe Orreindy）和托马斯·戈丹（Thomas Gaudin） - 《狗》（Inja）——史蒂芬·帕斯沃斯基（Steven Pasvolsky）和乔·威瑟斯通（Joe Weatherstone） - 《约翰尼·弗林顿》（Johnny Flynton）——莱克茜·亚历山大（Lexi Alexander）和亚历山大·邦龙（Alexander Buono）                                                                                 | - 《恰卜恰布》——埃里克·阿姆斯特朗（Eric Armstrong）‡ - 《头山》——山村浩二 - 《轮盘记》（Das Rad）——克里斯·斯坦纳（Chris Stenner）和海蒂·威特林格（Heidi Wittlinger） - 《大教堂》（Katedra）——托梅克·巴金斯基（Tomek Baginski） - 《大眼仔的新车》（Mike's New Car）——皮特·多克特和罗杰·古尔德（Roger Gould） |
| 原创配乐 | 原创歌曲 |
| - 《揮灑烈愛》——艾略特·戈登塞尔‡ - 《猫鼠游戏》——约翰·威廉姆斯 - 《远离天堂》——埃尔默·伯恩斯坦 - 《时时刻刻》——菲利普·格拉斯 - 《毁灭之路》——托马斯·纽曼 | - “”（《8英里》插曲）——作曲：、杰夫·巴斯（Jeff Bass）和路易斯·莱斯托（Luis Resto），作词：‡ - “”（《芝加哥》插曲）——作曲：约翰·坎德（John Kander），作词：弗雷德·艾布 - “”（《揮灑烈愛》插曲）——作曲：艾略特·戈登塞尔，作词：朱丽·泰莫（Julie Taymor） - “”（《纽约黑帮》插曲）——词曲：博诺、亚当·克雷顿和小赖瑞·慕兰 - “”（《野外怪家庭》插曲）——词曲：保罗·西蒙                                                   |
| 音效剪辑 | 音效 |
| - 《指环王：双塔奇兵》——迈克·霍普金斯（Mike Hopkins）和伊桑·范德莱恩（Ethan Van der Ryn）‡ - 《少数派报告》——理查德·海姆斯（Richard Hymns）和加里·里德斯特罗姆 - 《毁灭之路》——斯科特·黑克尔（Scott Hecker） | - 《芝加哥》——迈克尔·明克勒、多米尼克·塔维拉和大卫·李‡ - 《纽约黑帮》——汤姆·弗莱希曼、尤金·吉尔蒂（Eugene Gearty）和伊万·沙洛克 - 《指环王：双塔奇兵》——克里斯托弗·博伊斯、迈克尔·斯曼内科、迈克尔·赫奇斯和哈蒙德·匹克 - 《毁灭之路》——史考特·米兰、鲍勃·比默和约翰·普里切特（John Pritchett） - 《蜘蛛侠》——凯文·奥康奈尔、格雷格·拉塞尔和埃德·诺维克                                               |
| 艺术指导 | 摄影 |
| - 《芝加哥》——艺术指导：约翰·迈尔（John Myhre），内部装饰：戈登·辛（Gordon Sim）‡ - 《揮灑烈愛》——艺术指导：费利佩·费尔南德斯·德尔·帕索（Felipe Fernández del Paso），内部装饰：哈尼亚·罗夫莱（Hania Robledo） - 《纽约黑帮》——艺术指导：丹提·费瑞提，内部装饰：弗朗西斯卡·罗·夏沃（Francesca Lo Schiavo） - 《指环王：双塔奇兵》——艺术指导：格兰特·梅杰（Grant Major），内部装饰：丹·汉娜（Dan Hennah）和阿兰·李 - 《毁灭之路》——艺术指导：丹尼斯·加斯纳（Dennis Gassner），内部装饰：南茜·黑格（Nancy Haigh） | - 《毁灭之路》——康拉德·赫尔（Conrad L. Hall）‡ - 《芝加哥》——迪昂·毕比（Dion Beebe） - 《远离天堂》——爱德华·拉赫曼 - 《纽约黑帮》——迈克尔·包豪斯（Michael Ballhaus） - 《钢琴家》——帕维尔·爱德曼（Pawel Edelman） |
| 化妆 | 服装设计 |
| - 《揮灑烈愛》——约翰··杰克逊（John E. Jackson）和比阿特丽斯·德·阿尔瓦（Beatrice De Alba）‡ - 《时光机器》——小约翰·M·埃利奥特（John M. Elliott, Jr.）和芭芭拉·洛伦茨（Barbara Lorenz） | - 《芝加哥》——柯琳·艾特伍‡ - 《揮灑烈愛》——朱莉·韦斯（Julie Weiss） - 《纽约黑帮》——桑迪·鲍威尔（Sandy Powell） - 《时时刻刻》——安·罗斯（Ann Roth） - 《钢琴家》——安娜··谢泼德（Anna B. Sheppard） |
| 剪辑 | 视觉效果 |
| - 《芝加哥》——马丁·沃尔什（Martin Walsh）‡ - 《纽约黑帮》——塞尔玛·斯昆梅克（Thelma Schoonmaker） - 《时时刻刻》——彼得·博伊尔（Peter Boyle） - 《指环王：双塔奇兵》——迈克·霍顿（Michael Horton） - 《钢琴家》——埃尔韦·德路泽（Hervé de Luze） | - 《指环王：双塔奇兵》——吉姆·萊吉、兰德尔·威廉·库克（Randall William Cook）、亚历克斯·冯克（Alex Funke）和乔·莱特瑞（Joe Letteri）‡ - 《蜘蛛侠》——约翰·迪克斯特拉（John Dykstra）、斯科特·斯多克迪克（Scott Stokdyk）、安东尼·拉莫林纳拉（Anthony LaMolinara）和约翰·弗雷泽（John Frazier） - 《星球大战前传2：克隆人的进攻》——罗布·科尔曼（Rob Coleman）、巴勃罗·赫尔曼（Pablo Helman）、约翰·诺尔和本·斯诺（Ben Snow）                                                                       |

### 奥斯卡荣誉奖
- 彼得·奥图尔[19]

### 提名和获奖大户
| 提名数 | 片名                 |
| ------ | -------------------- |
| 13     | 《芝加哥》           |
| 10     | 《纽约黑帮》         |
| 9      | 《时时刻刻》         |
| 7      | 《钢琴家》           |
| 6      | 《揮灑烈愛》         |
| 6      | 《指环王：双塔奇兵》 |
| 6      | 《毁灭之路》         |
| 4      | 《改编剧本》         |
| 4      | 《远离天堂》         |
| 2      | 《对她说》           |
| 2      | 《关于施密特》       |
| 2      | 《猫鼠游戏》         |
| 2      | 《蜘蛛人》           |

| 获奖数 | 片名                 |
| ------ | -------------------- |
| 6      | 《芝加哥》           |
| 3      | 《钢琴家》           |
| 2      | 《揮灑烈愛》         |
| 2      | 《指环王：双塔奇兵》 |

## 颁奖和表演嘉宾
以下人士出场颁发了奖项或表演节目：

### 颁奖嘉宾（按出场顺序排列）
| 姓名                          | 角色                                                           |
| ----------------------------- | -------------------------------------------------------------- |
| 内尔·罗斯 兰迪·托马斯         | 第75届奥斯卡颁奖典礼广播员                                     |
| 卡梅隆·迪亚茨                 | 颁发动画长片奖                                                 |
| 基努·李维斯                   | 颁发视觉效果奖                                                 |
| 詹妮弗·康纳利                 | 颁发男配角奖                                                   |
| 詹妮弗·洛佩兹                 | 颁发艺术指导奖                                                 |
| 约翰·特拉沃尔塔               | 引出原创歌曲奖提名作品“”的现场表演                             |
| 詹妮弗·加纳 米老鼠            | 颁发动画短片奖                                                 |
| 詹妮弗·加纳                   | 颁奖短片奖                                                     |
| 米拉·索维诺                   | 颁发服装设计奖                                                 |
| 妮娅·瓦达拉斯                 | 颁发化妆奖                                                     |
| 肖恩·康纳利                   | 颁发女配角奖                                                   |
| 布兰登·费舍                   | 介绍最佳影片奖提名电影《指环王：双塔奇兵》                     |
| 凯特·哈德森                   | 引出科技成果奖和戈登·E·索耶奖颁奖片段                          |
| 蕾妮·齐薇格                   | 颁发原创配乐奖                                                 |
| 朱丽·安德鲁斯                 | 引出一段以过去奥斯卡颁奖典礼电视直播中音乐曲目片段组成的蒙太奇 |
| 盖尔·加西亚·贝纳尔            | 引出原创歌曲奖提名作品“”的现场表演                             |
| 萨尔玛·海耶克                 | 颁发外语片奖                                                   |
| 茱莉安·摩尔                   | 颁发音效奖和音效剪辑                                           |
| 马修·麦康纳                   | 介绍最佳影片奖提名电影《纽约黑帮》                             |
| 戴安·琳恩                     | 颁发纪录片奖                                                   |
| 杰克·瓦伦蒂                   | 颁发纪录短片奖                                                 |
| 朱莉娅·罗伯茨                 | 颁发摄影奖                                                     |
| 凯西·贝茨                     | 引出一段采访过去奥斯卡获奖演员的蒙太奇                         |
| 柯林·法瑞尔                   | 引出原创歌曲奖提名作品“”的现场表演                             |
| 吉娜·戴维斯                   | 颁发剪辑奖                                                     |
| 苏珊·萨兰登                   | 引出纪念去世影人环节                                           |
| 希拉里·斯万克                 | 介绍最佳影片提名电影《时时刻刻》                               |
| 哈莉·贝瑞                     | 颁发男主角奖                                                   |
| 芭芭拉·史翠珊                 | 颁发原创歌曲奖                                                 |
| 梅丽尔·斯特里普               | 向彼得·奥图尔颁发奥斯卡荣誉奖                                  |
| 达斯汀·霍夫曼                 | 介绍最佳影片提名电影《钢琴家》                                 |
| 丹泽尔·华盛顿                 | 颁发女主角奖                                                   |
| 奥利维娅·德哈维兰             | 引出奥斯卡大家庭相册片段                                       |
| 理查·基尔                     | 介绍最佳影片提名电影《芝加哥》                                 |
| 马西娅·盖伊·哈登              | 颁发原著改编奖                                                 |
| 本·阿弗莱克                   | 颁发原著剧本奖                                                 |
| 哈里森·福特                   | 颁发导演奖                                                     |
| 柯克·道格拉斯 迈克尔·道格拉斯 | 颁发最佳影片奖                                                 |

### 表演嘉宾（按出场顺序排列）
| 姓名                         | 角色          | 表演                 |
| ---------------------------- | ------------- | -------------------- |
| 比尔·康提                    | 音乐编排 指挥 | 管弦乐               |
| 奎恩·拉提法 凯瑟琳·泽塔-琼斯 | 表演者        | 《芝加哥》插曲“”     |
| 保罗·西蒙                    | 表演者        | 《野外怪家庭》插曲“” |
| 利拉·唐斯 卡耶塔诺·费洛索    | 表演者        | 《揮灑烈愛》插曲“”   |
| U2乐团                       | 表演者        | 《纽约黑帮》插曲“”   |

## 典礼资讯

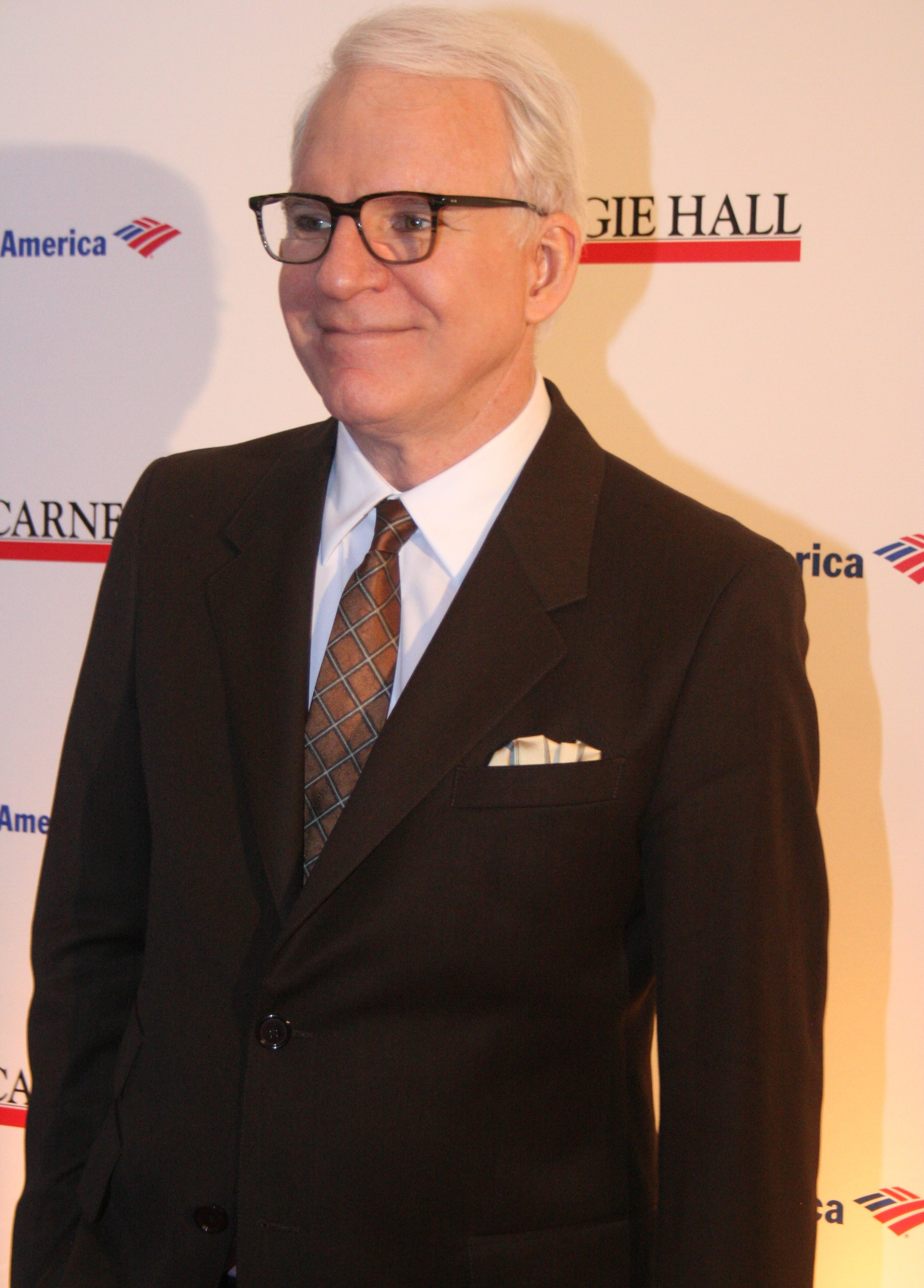
史提夫·马丁担任第75届奥斯卡颁奖典礼主持人。

2002年11月，美国电影艺术与科学学院聘请了老牌奥斯卡电视转播制作人吉尔·凯茨负责本届晚会的制作，这也是他第11次担任奥斯卡颁奖典礼的制作人。学院主席弗兰克·皮尔森对此在一次新闻发布会上表示，之前已10次接掌的凯茨在经验上无人能及。“吉尔几乎为颁奖晚会发明出了一种风格流派。我们对能够邀请他来呈现奥斯卡金像奖75周年的这场特别晚会感到非常荣幸”。几天后，喜剧演员史提夫·马丁获选成为颁奖典礼的主持人。对此凯茨表示：他之所以选择再度邀请这位喜剧老将主持是因为他“机智、聪明、敏锐、风趣，总是能够把握主动权。等等，我还忘了点什么。对了，（他还能）让人笑得前俯后仰”。《洛杉矶时报》刊文称，凯茨曾就担任主持人事宜联系另一位喜剧演员比利·克里斯托，但由于后者一直没有下定决心，所以凯茨再联系了马丁。马丁在一份声明中表示自己对此深感荣幸，他开玩笑称：“我很高兴能再次主持奥斯卡颁奖典礼，因为担惊受惊和恶心总是能让我减肥”。此外，本次颁奖典礼还是首次通过高清制式进行转播。
为了纪念奥斯卡金像奖75周年，晚会上一个名为奥斯卡大家庭相册的环节中有59位曾获过奖的演员一起出现在舞台上:347。报幕员内尔·罗斯（Neil Ross）和兰迪·托马斯（Randy Thomas）会报出各位演员的姓名及其获奖的电影片名。到片段末尾时，本届晚会上的获奖演员阿德里安·布罗迪、妮可·基德曼、克里斯·库柏、凯瑟琳·泽塔-琼斯以及奥斯卡荣誉奖得主彼得·奥图尔都将加入他们的行列。
此外，伊拉克战争对这次电视转播及周边事项产生了影响。战争爆发的消息传开后，包括凯特·布兰切特、金·凯瑞和威尔·史密斯在内的多位演员谢绝了担任颁奖嘉宾的邀请，理由中既有对安全方面的顾虑，也有出于对军人家属的尊重:331。美国广播公司请求将晚会推迟一星期，但学院主席皮尔森和晚会制作人凯茨没有接受，理由是杜比剧院到时还会有别的安排:328。皮尔森还表示，将典礼改期会提高成本，对学院来说过于昂贵:329。不过他们也宣布晚会前的红地毯活动将会大幅缩减。沿好莱坞大道两边的看台座位将会拆除，所有购买了这些座位票的观众可以改期到下一年的颁奖典礼时使用。晚会电视转播的插播广告时间里，ABC新闻主播兼记者彼得·詹宁斯将对伊拉克战争的最新进展作简报:344。

### 提名电影票房表现
截止2月11日提名名单公布时，五部获最佳影片提名电影在美国的总计票房收入为4亿8679万9261美元，平均每部9735万9852美元。其中《指环王：双塔奇兵》以3亿2108万6387美元位居榜首，之后分别是收入7010万8275美元的《纽约黑帮》，进账6456万8153美元的《芝加哥》，收入2188万3139美元的《时时刻刻》和进账915万3307美元的《钢琴家》。
在2002年美国电影票房50强中，有14部电影获得了共计47项提名。其中《指环王：双塔奇兵》（亚军）、《我盛大的希腊婚礼》（第5位）、《冰河世纪》（第9位）、《猫鼠游戏》（第11位）、《星际宝贝》（第13位》、《毁灭之路》（第23位）、《小马王》（第35位）、《纽约黑帮》（第37位）和《芝加哥》（第41位）9部获得了最佳影片、动画长片、导演，或表演、编剧类奖项提名。另外5部获提名的分别是《蜘蛛侠》（冠军）、《星球大战前传2：克隆人的进攻》（季军）、《少数派报告》（第16位）、《8英里》（第22位）和《时间机器》（第44位）。

### 纪录片奖获奖致辞
《科伦拜校园事件》拿下纪录片片奖后不久，导演迈克尔·摩尔公开发言表示反对美国总统乔治·沃克·布什和伊拉克战争，称“我们生活在一个以虚假选举选出虚假总统的时代。我们生活在一个人以虚假理由让我们去打战的时代”:345。剧院内的其他人对此反应不一，有些鼓掌、有些起立致敬、还有些发出嘘声。摩尔讲出这番话后不久，主持人马丁开玩笑说：“卡车司机正在帮迈克尔·摩尔躲到自己豪华轿车的后车厢里去”。

### 专业评价
本届晚会收到的媒体评价褒贬不一，部分媒体较为正面。《今日美国》电视评论员罗伯特·比安科（Robert Bianco）称赞了马丁的主持表现：“观众们很幸运，马丁拥有两种对于一个好的奥斯卡颁奖典礼主持人来说不可或缺的素质：机智和内涵。这两项都成为他和我们的优势，先赢得观众的信任，然后兴高采烈地嘲笑他们一整晚。”他还指出，颁奖嘉宾和获奖者所提及的政治内容让这样一个通常会很沉闷的夜晚也拥有了一些张力。《匹兹堡邮报》（Pittsburgh Post-Gazette）电视专栏作家罗布·欧文（Rob Owen）对马丁赞不绝口，称他拥有许多颁奖晚会主持人缺少的高雅和机智，无论是对有关自己重返奥斯卡颁奖舞台的反响，还是据称遭到缩小的颁奖典礼规模，马丁都一如既往地以富娱乐性的手法来应对。他还觉得这次对奥斯卡奖历史的纪念内容看起来多了一分紧实，少了一点繁琐。《华盛顿邮报》的汤姆·谢尔斯（Tom Shales）也对马丁给予高度评价，称他在把这次晚会提升成一场好节目上有着不可估量的贡献，他还认为节目的气氛虽有些沉闷，但颁奖嘉宾和获奖者的致辞和致敬段落造就了许多难忘的瞬间，而这些瞬间正是这个动荡时期所迫切需要的。
一些媒体出版物对节目的评价较为负面。《娱乐周刊》电视评论员肯·塔克（Ken Tucker）感叹，两年前表现精彩、机智的史提夫·马丁这次看起来已经认输并退居二线，把调动全场欢乐气氛的责任让给了喜剧编剧布鲁斯·韦兰奇（Bruce Vilanch），最后得出的只是一批愚笨无聊的台词。《芝加哥论坛报》专栏作家史蒂夫·约翰逊（Steve Johnson）则认为，第二次主持好莱坞最盛大夜晚的马丁看起来——特别是一开始的时候——却有些不在状态，他试图保持一幅乐在其中的形象，但看起来却有些不是那么一回事。约翰逊还表示，马丁只有在摩尔领奖致辞后的表现还算值得称道，不过考虑到战争的爆发，大家可能也无法静下心来出席或观看晚会，很多人都想转台去看，马丁的工作也就变成了一件不可能的任务。大卫·祖拉维克（David Zurawik）在《巴尔的摩太阳报》上调侃道：“正当世界上其他地方看到被俘虏的美国军人或是他们尸体的同时，我们却在看主持人史蒂夫·马丁和整整一个剧院的名流一起庆祝他们自以为很重要的事。”他还批评节目中的许多言论和笑话似乎对这场战争视而不见，缺乏足够的尊重。

### 收视率和奖项
本届颁奖典礼通过美国广播公司在美国直播，其播出时段里平均有3304万观众收看，与前一年相比降低了21%，而所有曾观看部分时段节目的观众总数则估计有6255万。从尼尔森收视率调查的数据看，节目的表现也不及前一年，只吸引了20.58%的家庭观看，收视率为40.34%。此外节目在18至49岁年龄段观众群的收视成绩为12.55/35.37，这意味着全美所有18至49岁年龄段人群里有12.55%观看了颁奖典礼，而当时有看电视的该年龄段观众群中则有35.37%选择收看这个节目。许多媒体认为，有线新闻电视台对伊拉克战争的报道转移了许多家庭观众的注意，导致节目的收视率大幅下降。奥斯卡颁奖典礼的收视率从1974年的第46届颁奖典礼开始汇编，而尼尔森媒体研究早在1961年的第33届颁奖典礼就开始记录这一数字，截至2014年的第86届奥斯卡颁奖典礼，无论是按哪个数据计算，第75届颁奖晚会的收视率都是最低的一次。
2003年7月，颁奖典礼获得了第55届黄金时段艾美奖的8项提名，并在两个月后赢得了其中三座奖项，分别是最佳综艺或音乐节目类艺术指导奖，最佳综艺、音乐或喜剧节目照明指导奖，以及最佳音乐指导奖。

## 纪念
奥斯卡颁奖典礼上一年一度的“纪念”致敬环节旨在纪念过去一年中逝世的业内人士，本场晚会上的这一环节由女演员苏珊·莎兰登引出，纪念了以下人士：:346

| - 卢·沃瑟曼（Lew Wasserman） - 理查德·赛尔伯特（Richard Sylbert） - 埃迪·布莱肯（Eddie Bracken） - 乔治·西德尼（George Sidney） - 凯蒂·胡拉多 - 杰克·布罗德斯基（Jack Brodsky） - 达德利·摩尔（Dudley Moore） - 約翰·法蘭克海默 - 罗德·斯泰格尔 - 诺曼·巴拿马（Norman Panama） - 豪斯特·巴奇霍兹（Horst Buchholz） - J·李·汤普森（J. Lee Thompson） - 莱奥·麦凯恩（Leo McKern） - 米尔顿·伯利（Milton Berle） - 沃德·金博尔（Ward Kimball） | - 理查德·克里纳 - 查尔斯·古根海姆（Charles Guggenheim） - 萝丝玛丽·克鲁尼 - 丹尼尔·塔拉达什（Daniel Taradash） - 西涅·哈索（Signe Hasso） - 沃尔特·沙尔夫（Walter Scharf） - 金·杭特 - 阿道夫·格林（Adolph Green） - 阿尔伯托·索迪（Alberto Sordi） - 康拉德·赫尔 - 乔治·罗伊·希尔 - 理查德·哈里斯 - 詹姆士·柯本 - 比利·怀德 |